# Alesha Dixon
Alesha Dixon Anjanette (* 7. října 1978, Welwyn Garden City, Velká Británie) je britská zpěvačka a tanečnice. Nejprve zpívala v ženském triu Mis-Teeq, a nyní je sólovým umělcem.
Její singl roku 2008 The boy does nothing (volně přeloženo "Ten kluk nehne brvou") odstartoval její slávu. Na UK Singles Graf dosáhl 5. místo a po dobu tří měsíců se držel v UK Top 40 . "The boy does nothing" se také umístil v top 10 v několika dalších evropských zemích. Její singl "Breathe Slow" z druhého alba Alesha Show v UK Top 10 dosáhl 3. místo. Zúčastnila se a byla korunována vítězem v Uk Top desítce.
Alesha se narodila britské matce a jamajskému otci. Má pět bratrů a sestru, s nimiž má společného vždy jednoho rodiče. Dixon se vzdělávala ve škole Monks, Welwyn Garden City, Hertfordshire, a měla v plánu stát se učitelkou tělocviku. Oslovilo ji však několik producentů a tak se rozhodla zpívat.
Její kariéra začala v roce 1999, kdy nastoupila do taneční Attic (hip-hop/jazz populární taneční akademii ve West London), a společně s Sabrinou Washington vytvořily duo a nahrály demo s názvem "Inspirace". Potom se setkaly se Su-Elise Nash a pak společně tvořily trio.

## Diskografie
- Album 2008T
- he Alesha Show 2006
- Fired Up
- Singl 2006 Lipstick